# Формальна логіка
Форма́льна ло́гіка — це наука про форми, закони, прийоми та методи абстрактного мислення. Вивчаючи мислення з боку його логічної структури, формальна логіка відхиляється від конкретного змісту думки, тобто це логіка, що вивчає структуру мислення та досліджує закони, за якими людина будує міркування. Формальна логіка поділяє поняття на загальні та одиничні, конкретні та абстрактні, співвідносні та безвідносні, розглядає готові, сформовані знання, поза їх розвитком; її цікавить лише формальний зміст суджень. Вона включає традиційну й сучасну класичну (символічну) логіки. Така логіка є методом отримання нового знання на підставі використання нових результатів для переходу від відомого до невідомого, від пізнаного до непізнаного, а метод реалізується за планом. Це наука про міркування, його структурні елементи та відношення між ними в процесі побудови вивідного знання.
Формальна логіка — конструювання і дослідження правил перетворення висловів, що зберігають своє істинне значення безвідносно до змісту вхідних в ці вислови понять. У історії філософії — окремий розділ або напрям логіки кінця XIX — початку XX ст. У сучасному вжитку — синонім символічної, або математичної логіки. Арістотель — автор формальної логіки. Пізніше, в середні віки, формально-логічна частина вчення Арістотеля була відірвана від змістовної і канонізована, використовувалася як методологічна основа середньовічної схоластики.